# Guzmania darienensis
Guzmania darienensis är en gräsväxtart som beskrevs av Hans Edmund Luther. Guzmania darienensis ingår i släktet Guzmania och familjen Bromeliaceae. Inga underarter finns listade i Catalogue of Life.